# Климентій (Шептицький)
Блаженний Священномученик Граф Климе́нтій Казими́р Шепти́цький, M.S.U. (17 листопада 1869, Прилбичі, Яворівський повіт, Королівство Галіції і Лодомерії — 1 травня 1951, Владимир) — блаженний католицької церкви, український релігійний діяч і архімандрит монахів Студійського уставу, брат митрополита Андрея Шептицького. Був послом до Галицького сейму та Віденського парламенту, заступником голови Господарського Товариства.

## Життєпис

Казимир Шептицький в ранній молодості

### Родовід
|  |                                       |  |  |  |  |  |  |  |  |  |  |  |  |  |  |  |
|  | Василій Шептицький                    |  |  |  |  |  |  |  |  |  |  |  |  |  |  |  |
|  |                                       |  |  |  |  |  |  |  |  |  |  |  |  |  |  |  |
|  |                                       |  |  |  |  |  |  |  |  |  |  |  |  |  |  |  |
|  | Іоанн Баптист Шептицький              |  |  |  |  |  |  |  |  |  |  |  |  |  |  |  |
|  |                                       |  |  |  |  |  |  |  |  |  |  |  |  |  |  |  |
|  |                                       |  |  |  |  |  |  |  |  |  |  |  |  |  |  |  |
|  | Розалія                               |  |  |  |  |  |  |  |  |  |  |  |  |  |  |  |
|  |                                       |  |  |  |  |  |  |  |  |  |  |  |  |  |  |  |
|  |                                       |  |  |  |  |  |  |  |  |  |  |  |  |  |  |  |
|  | Петро Павло Леопольд Шептицький       |  |  |  |  |  |  |  |  |  |  |  |  |  |  |  |
|  |                                       |  |  |  |  |  |  |  |  |  |  |  |  |  |  |  |
|  |                                       |  |  |  |  |  |  |  |  |  |  |  |  |  |  |  |
|  | Невідомо, представник роду Липських   |  |  |  |  |  |  |  |  |  |  |  |  |  |  |  |
|  |                                       |  |  |  |  |  |  |  |  |  |  |  |  |  |  |  |
|  |                                       |  |  |  |  |  |  |  |  |  |  |  |  |  |  |  |
|  | Аніела Липська                        |  |  |  |  |  |  |  |  |  |  |  |  |  |  |  |
|  |                                       |  |  |  |  |  |  |  |  |  |  |  |  |  |  |  |
|  |                                       |  |  |  |  |  |  |  |  |  |  |  |  |  |  |  |
|  | невідомо                              |  |  |  |  |  |  |  |  |  |  |  |  |  |  |  |
|  |                                       |  |  |  |  |  |  |  |  |  |  |  |  |  |  |  |
|  |                                       |  |  |  |  |  |  |  |  |  |  |  |  |  |  |  |
|  | Іван Кантій Шептицький                |  |  |  |  |  |  |  |  |  |  |  |  |  |  |  |
|  |                                       |  |  |  |  |  |  |  |  |  |  |  |  |  |  |  |
|  |                                       |  |  |  |  |  |  |  |  |  |  |  |  |  |  |  |
|  | Фердинанд Фабіан Себастьян Коссецький |  |  |  |  |  |  |  |  |  |  |  |  |  |  |  |
|  |                                       |  |  |  |  |  |  |  |  |  |  |  |  |  |  |  |
|  |                                       |  |  |  |  |  |  |  |  |  |  |  |  |  |  |  |
|  | Павло Петро Яцек Коссецький           |  |  |  |  |  |  |  |  |  |  |  |  |  |  |  |
|  |                                       |  |  |  |  |  |  |  |  |  |  |  |  |  |  |  |
|  |                                       |  |  |  |  |  |  |  |  |  |  |  |  |  |  |  |
|  | Франциска Мітельська                  |  |  |  |  |  |  |  |  |  |  |  |  |  |  |  |
|  |                                       |  |  |  |  |  |  |  |  |  |  |  |  |  |  |  |
|  |                                       |  |  |  |  |  |  |  |  |  |  |  |  |  |  |  |
|  | Роза Тереза Коссецька                 |  |  |  |  |  |  |  |  |  |  |  |  |  |  |  |
|  |                                       |  |  |  |  |  |  |  |  |  |  |  |  |  |  |  |
|  |                                       |  |  |  |  |  |  |  |  |  |  |  |  |  |  |  |
|  | Іоанн Новосельський                   |  |  |  |  |  |  |  |  |  |  |  |  |  |  |  |
|  |                                       |  |  |  |  |  |  |  |  |  |  |  |  |  |  |  |
|  |                                       |  |  |  |  |  |  |  |  |  |  |  |  |  |  |  |
|  | Петронела Новосельська                |  |  |  |  |  |  |  |  |  |  |  |  |  |  |  |
|  |                                       |  |  |  |  |  |  |  |  |  |  |  |  |  |  |  |
|  |                                       |  |  |  |  |  |  |  |  |  |  |  |  |  |  |  |
|  | Йосифа Воютинська                     |  |  |  |  |  |  |  |  |  |  |  |  |  |  |  |
|  |                                       |  |  |  |  |  |  |  |  |  |  |  |  |  |  |  |
|  |                                       |  |  |  |  |  |  |  |  |  |  |  |  |  |  |  |
|  | Климентій Шептицький                  |  |  |  |  |  |  |  |  |  |  |  |  |  |  |  |
|  |                                       |  |  |  |  |  |  |  |  |  |  |  |  |  |  |  |
|  |                                       |  |  |  |  |  |  |  |  |  |  |  |  |  |  |  |
|  | Йосиф Бенедикт Фредро                 |  |  |  |  |  |  |  |  |  |  |  |  |  |  |  |
|  |                                       |  |  |  |  |  |  |  |  |  |  |  |  |  |  |  |
|  |                                       |  |  |  |  |  |  |  |  |  |  |  |  |  |  |  |
|  | Яцек Фредро                           |  |  |  |  |  |  |  |  |  |  |  |  |  |  |  |
|  |                                       |  |  |  |  |  |  |  |  |  |  |  |  |  |  |  |
|  |                                       |  |  |  |  |  |  |  |  |  |  |  |  |  |  |  |
|  | Терезія Урбанська                     |  |  |  |  |  |  |  |  |  |  |  |  |  |  |  |
|  |                                       |  |  |  |  |  |  |  |  |  |  |  |  |  |  |  |
|  |                                       |  |  |  |  |  |  |  |  |  |  |  |  |  |  |  |
|  | Александер Фредро                     |  |  |  |  |  |  |  |  |  |  |  |  |  |  |  |
|  |                                       |  |  |  |  |  |  |  |  |  |  |  |  |  |  |  |
|  |                                       |  |  |  |  |  |  |  |  |  |  |  |  |  |  |  |
|  | Іоанн Непомук Дембінський             |  |  |  |  |  |  |  |  |  |  |  |  |  |  |  |
|  |                                       |  |  |  |  |  |  |  |  |  |  |  |  |  |  |  |
|  |                                       |  |  |  |  |  |  |  |  |  |  |  |  |  |  |  |
|  | Маріанна Дембінська                   |  |  |  |  |  |  |  |  |  |  |  |  |  |  |  |
|  |                                       |  |  |  |  |  |  |  |  |  |  |  |  |  |  |  |
|  |                                       |  |  |  |  |  |  |  |  |  |  |  |  |  |  |  |
|  | Крістіна Веселовська                  |  |  |  |  |  |  |  |  |  |  |  |  |  |  |  |
|  |                                       |  |  |  |  |  |  |  |  |  |  |  |  |  |  |  |
|  |                                       |  |  |  |  |  |  |  |  |  |  |  |  |  |  |  |
|  | Софія Фредро                          |  |  |  |  |  |  |  |  |  |  |  |  |  |  |  |
|  |                                       |  |  |  |  |  |  |  |  |  |  |  |  |  |  |  |
|  |                                       |  |  |  |  |  |  |  |  |  |  |  |  |  |  |  |
|  | Рох Міхаїл Яблоновський               |  |  |  |  |  |  |  |  |  |  |  |  |  |  |  |
|  |                                       |  |  |  |  |  |  |  |  |  |  |  |  |  |  |  |
|  |                                       |  |  |  |  |  |  |  |  |  |  |  |  |  |  |  |
|  | Йосиф Яблоновський                    |  |  |  |  |  |  |  |  |  |  |  |  |  |  |  |
|  |                                       |  |  |  |  |  |  |  |  |  |  |  |  |  |  |  |
|  |                                       |  |  |  |  |  |  |  |  |  |  |  |  |  |  |  |
|  | Тереза Оссоліньська                   |  |  |  |  |  |  |  |  |  |  |  |  |  |  |  |
|  |                                       |  |  |  |  |  |  |  |  |  |  |  |  |  |  |  |
|  |                                       |  |  |  |  |  |  |  |  |  |  |  |  |  |  |  |
|  | Софія Яблоновська                     |  |  |  |  |  |  |  |  |  |  |  |  |  |  |  |
|  |                                       |  |  |  |  |  |  |  |  |  |  |  |  |  |  |  |
|  |                                       |  |  |  |  |  |  |  |  |  |  |  |  |  |  |  |
|  | Михаїл Свідзіньський                  |  |  |  |  |  |  |  |  |  |  |  |  |  |  |  |
|  |                                       |  |  |  |  |  |  |  |  |  |  |  |  |  |  |  |
|  |                                       |  |  |  |  |  |  |  |  |  |  |  |  |  |  |  |
|  | Марія Свідзіньська                    |  |  |  |  |  |  |  |  |  |  |  |  |  |  |  |
|  |                                       |  |  |  |  |  |  |  |  |  |  |  |  |  |  |  |
|  |                                       |  |  |  |  |  |  |  |  |  |  |  |  |  |  |  |
|  | Барбара Красіньська                   |  |  |  |  |  |  |  |  |  |  |  |  |  |  |  |
|  |                                       |  |  |  |  |  |  |  |  |  |  |  |  |  |  |  |
|  |                                       |  |  |  |  |  |  |  |  |  |  |  |  |  |  |  |

### Сім'я та освіта

Герб графів Шептицьких

Казимир Шептицький як політик

Климентій народився в аристократичній родині, син спольщеного графа Яна (Івана) Кантія Регілія Шептицького з польсько-українського роду Шептицьких та його дружини Софії з польського роду Фредрів у родинному маєтку, в селі Прилбичі. Брат митрополита Андрея Шептицького, шоста дитина у сім'ї. Ім'я при хрещенні — Марія Казимир. Початкову освіту здобув удома від найманих вчителів під наглядом матері. Перша сповідь блаженного Климентія відбулась 9 квітня 1881 року, наступного дня — отримав Святе причастя.
Закінчив гімназію святої Анни у Кракові, де склав на відмінно іспит зрілості. Навчався в університетах Кракова, Мюнхена і Парижа, в 1892 році отримав ступінь доктора права у Ягеллонському університеті (Краків). Одночасно закінчив Інститут лісівництва.

### Світська діяльність

Відвідини семінаристами Львівської Духовної Семінарії Святоуспенської Унівської Лаври. Сидить другий справа о. Рафаїл Хомин, бл. Климентій Шептицький — сидить у центрі. 3 травня 1935 р.

Ігумен Шептицький та генерал Тарнавський в урочищі Підлюте 1937 рік

Працював адвокатом, допомагав батькові управляти сімейними маєтками, був послом Галицького сейму. В 1900–1907 роках був депутатом австрійського парламенту, співавтор «Загального австрійського закону про ліси». Коли у 1907 році розпустили австрійський парламент, Казимир вирішив завершити свою політичну діяльність. Зайнявся суто адміністративною роботою, а також почав вести господарство у маєтку Шептицьких в Дев'ятниках. Там для селян греко-католиків побудував парафіяльну церкву.
Автор робіт з питань сільського господарства, голова Галицького лісівничого товариства.

### Студійський чернець
В 1911 році вступив до бенедиктинського монастиря у Бойроні. У 1912 році перейшов у греко-католицький монастир Студійського уставу (Студитів) у Кам'яниці в Боснії, де приніс монаші обіти і отримав ім'я Климентій. 28 серпня 1915 року єпископ Діонізій Нярадій з Крижевець (майбутній адміністратор Пряшівської та Мукачівської єпархій) висвятив його на священника. У 1915 році став ієромонахом. Отримав богословську освіту в Інсбруцькому університеті (Єзуїтська колегія Canisianum в Інсбруку).

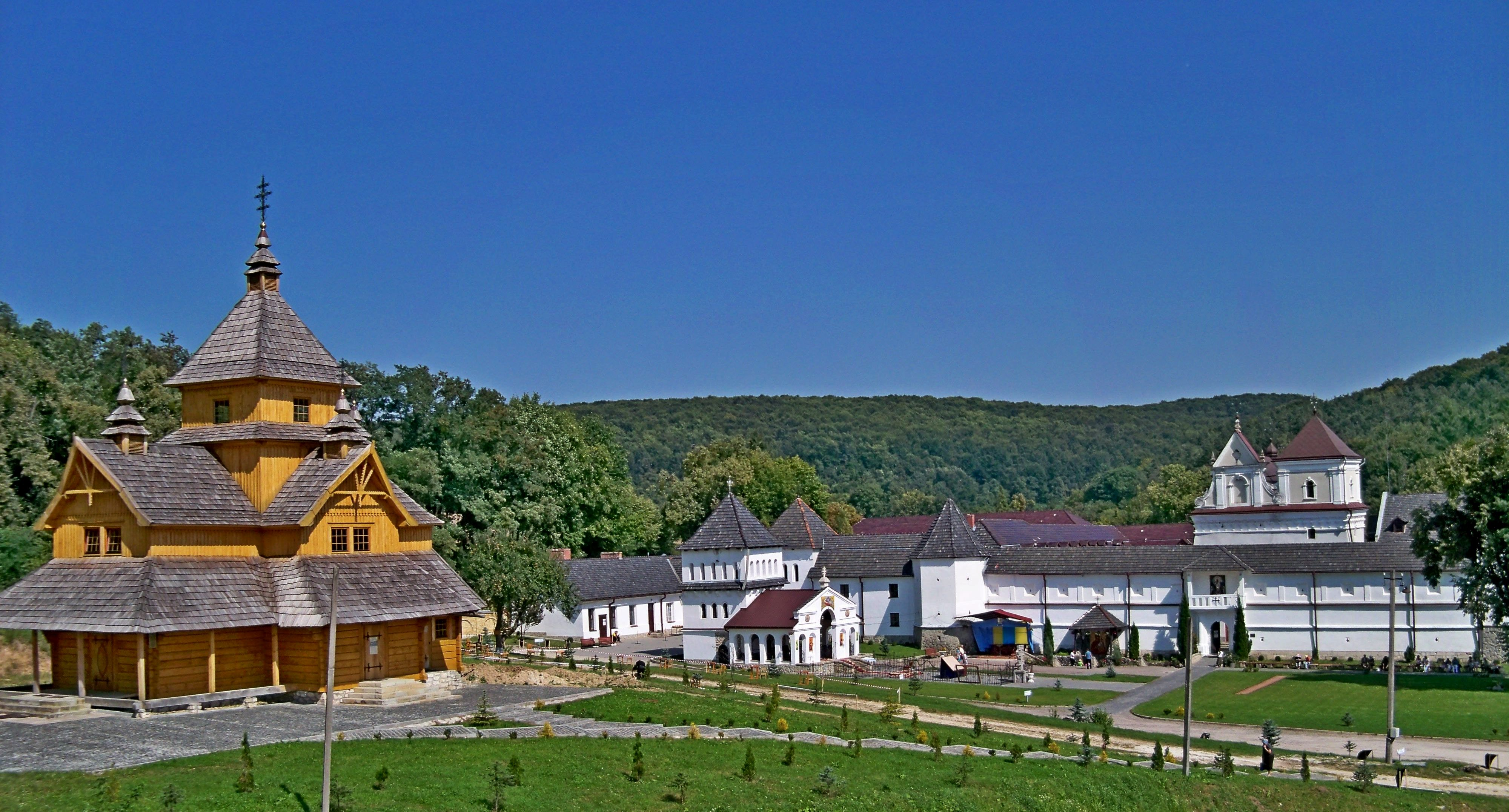
Унівська Лавра

У його монастирській келії були лише залізне ліжко, шафа з книгами, столик і клячник, на якому молився перед Розп'яттям. За спогадами сучасників, він, який колись був бажаним гостем аристократичних салонів, завзятим мисливцем, власником маєтку, не шукає тепер для себе ніяких переваг: миє, нарівні з братами, брудний посуд (ті навіть вдавалися до замовлянь, щоб не допустити його до цього), носить вугілля по вулиці, чим шокує львів'ян: «Граф — і відро з вугіллям!» Якось один з ченців на сповіді зізнався, що «обносився», так о. Климентій запропонував йому чудові штани з «графських часів», в яких соромився ходити, тому що були занадто «розкішними».
У 1918 році став настоятелем Унівського монастиря, a з 1926 року ігуменом Студитів Свято-Успенської Унівської лаври. Зіграв значну роль в історії греко-католицького чернецтва в XX столітті. В 1936–1937 роках, спільно з митрополитом Андреєм Шептицьким, склав статут для монахів Студійського уставу, відомий під назвою «Типікон», який апробував папа Пій XII. Брав участь у заснуванні жіночого студитського монастиря в Якторово, монастиря в Канаді. Був членом Богословського наукового товариства, читав лекції в Інсбруцькому університеті. З 1937 року жив у Львові, допомагав своєму братові в управлінні церквою. З 1939 року — Член Українського Католицького Інституту, церковного об'єднання імені митрополита Рутського. Таємно іменований митрополитом Андрієм Шептицьким екзархом Росії та Сибіру (1939). У 1944 році наступник Йосиф Сліпий іменував отця Климентія архімандритом монахів Студійського уставу.
Під час Другої світової війни брав участь у порятунку євреїв в Україні — їх ховали в монастирях, а потім переправляли в угорську Україну.
Восени 1944 року, митрополит Йосип Сліпий звів Климентія Шептицького у сан архімандрита монахів Студійського уставу і призначив керівником делегації на переговорах з органами радянської влади, яка була прийнята в Москві головою Ради у справах релігійних культів при Раднаркомі Іваном Полянським.

### Захисник греко-католицької церкви
Проте керівництво СРСР взяло курс на ліквідацію унії і приєднання греко-католиків до Російської православної церкви. В 1945 році всі греко-католицькі єпископи були арештовані (ніхто з них не погодився перейти в православ'я), і церкву фактично очолив старий архімандрит Климентій, який закликав священиків не погоджуватися на перехід в юрисдикцію Російської православної церкви. Влітку 1945 року зібрав 61 підпис греко-католицьких священників під проханням звільнити заарештованих єпископів і припинити переслідування греко-католиків.
Влада заборонила йому жити у Львові; останній період життя на свободі він провів в Уневі. Направив у Ватикан лист з описом переслідувань, яким піддавалися греко-католики. Цей лист було перехоплено органами НКВС, що і стало приводом для його арешту.

### Арешт
5 червня 1947 року архімандрит Климентій був заарештований більшовиками у своїй келії під час вечірньої молитви. У келії проведено обшук, в результаті якого знайдено антирадянську літературу та два плакати ОУН із зображенням у центрі національного тризуба та підписом «Слава Україні! Героям слава!», що були сховані у дивані спальні. Однак, за свідченням тогочасних монахів, листівки були сфабриковані та підкинуті працівниками МДБ, іншою підставою такого припущення є те, що у келії дивана не було, а стояло дерев'яне ліжко. Отже, це дає підстави вважати, що і цей, і інші подібні докази фальсифікувалися для звітності про свою роботу працівниками МДБ. З метою залякування монахів та мешканців села його везли на відкритій вантажівці, між двома солдатами з демонстративно наставленою зброєю. Архімандрит Климентій зміг тільки вклонитися людям, які стояли біля своїх домівок, та поблагословити село.
Архімандрит Климентій Шептицький був засуджений на 25 років. З 27 червня 1947 року містився в Київській внутрішній в'язниці МВС. У його біографії сказано, що саме в її стінах отець Климентій зазнав найбільші знущання, про що свідчать протоколи допитів, що проходили переважно вночі. Енкаведисти різними способами намагалися зламати його. Побоями, фізичною і моральною наругою, шантажем, залякуванням, співчуттям, улесливими обіцянками. Слідчий неодноразово пропонував йому зректися своєї віри, перейти в юрисдикцію Московської патріархії, обіцяючи відпустити його в монастир. Архімандрит залишався непохитним у своєму святому переконанні, залишався вірним християнським ідеалам.
Слідство тривало 7 місяців і 15 січня 1948 року слідчі підготували обвинувальний вирок за статтями 54-1 та 54-2 Кримінального кодексу — зрада батьківщині. Постановою засідання особливої наради при МДБ СРСР від 28 лютого 1948 року Шептицький Климентій Іванович, 1869 р.н., засуджений до 8 років виправно-трудових таборів із конфіскацією майна на основі статей 54-1А, 54-11 Кримінального Кодексу УРСР. Після оголошення вироку, архімандрита відправили до Москви у внутрішню в'язницю МДБ СРСР. Більшу частину свого перебування у Владимирському централі провів у медичному корпусі. На стан його здоров'я дуже вплинуло перебування у Київській в'язниці.

Помер архімандрит Климентій Шептицький 1 травня 1951 року о 21 годині 30 хв. у Владимирському централі. Похований під його стінами в попередньо викопаній ямі 3 травня о 3-й годині ночі. Його могилу відшукати не вдалось. Про процедуру поховання розповідала Варвара Іванівна Ларіна, колишня працівниця Владимирського централу. 
|  | «Померлого роздягнули, обгорнули у простирадло, взяли на ноші та винесли на міський цвинтар, що знаходиться поруч в'язниці. Тіло кинули у заздалегідь приготовану яму і засипали землею, не залишаючи жодних позначок» |

Є припущення, що Климентій Шептицький був таємним єпископом, бо висвячував в'язнів різних національностей. З нагоди 25-річчя Андрея Шептицького на митрополичому престолі надрукував «Митрополит Андрей та оновлення східної чернечої традиції» («Богословія», кн. 1 — 2, 1926).
У 1991 році архімандрита Климентія Шептицького, Прокуратурою УРСР, посмертно було реабілітовано.

## Вшанування пам'яті
- У вересні 2000 року на Владимирському цвинтарі монахи Унівської Лаври, встановили кам'яний хрест з пам'ятним написом та світлиною блаженного Климентія. Поставили хрест біля в'язничної стіни на місці поховання в'язнів.
- У 2005 році в селі Унів Перемишлянського району Львівської області було відкрито меморіальну дошку на честь митрополита Андрея і блаженного архимандрита Климентія Шептицьких за порятунок єврейських, українських та польських дітей у роки Другої світової війни.
- Меморіальну дошку Климентію Шептицькому також відкрито на Князь-Владимирському цвинтарі у Владимирі. На церемонії відкриття меморіальної дошки, що відбулася 30 жовтня 2010 року, на офіційному рівні Україну представляв Тимчасовий повірений у справах України в Росії Вячеслав Яцюк.
- 29 липня 2011 року в селі Прилбичах було відкрито перший в Україні пам'ятник Блаженному Климентію та його братові Митрополиту Андрею Шептицькому [11].
- 12 листопада 2008 року президент Польщі Лех Качинський у Варшаві вручив ієромонаху Венидикту, ігумену Унівської лаври, «Орден Відродження Польщі» блаженному Климентію Шептицькому (посмертно)[12].
- 1 грудня 2016 року Музею народної архітектури та побуту в Львові присвоєно ім'я блаженного Климентія Шептицького [13].

## Беатифікація
Отець Климентій Шептицький був беатифікований Папою Римським Іваном Павлом II 27 червня 2001 року в Львові під час офіційного візиту Святійшого Отця в Україну.

## «Праведник народів світу»
1996 року отримав звання «Праведник народів світу» за порятунок євреїв у період Голокосту. 2005 року в селі Уневі Перемишлянського району Львівської області була відкрита меморіальна дошка на честь митрополита Андрея і блаженного архимандрита Климентія Шептицьких за врятування єврейських, українських та польських дітей у роки Другої світової війни.

## Галерея

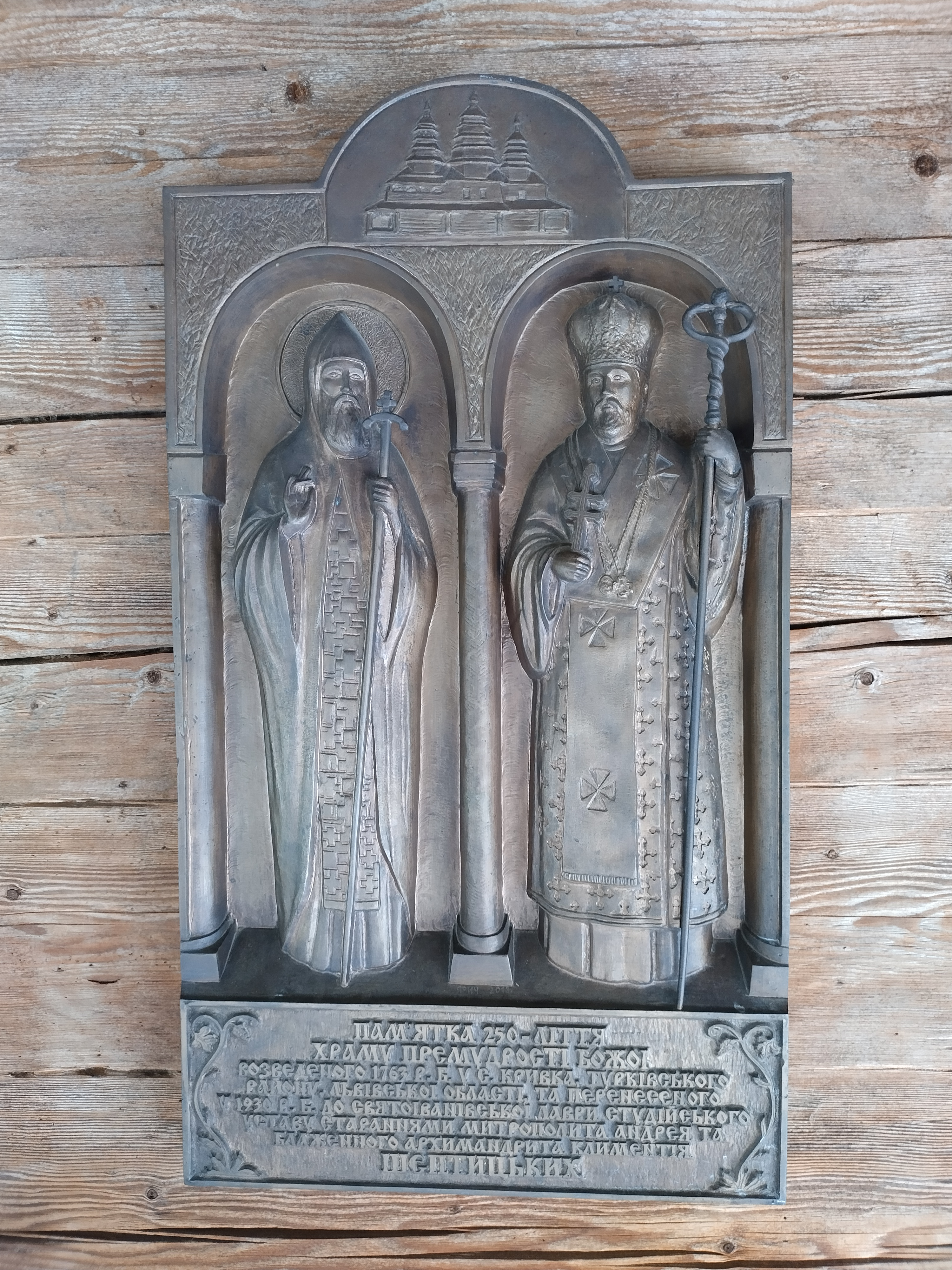
Меморіальна таблиця на честь 250-ліття храму Премудрості Божої в Шевченківському гаю у Львові
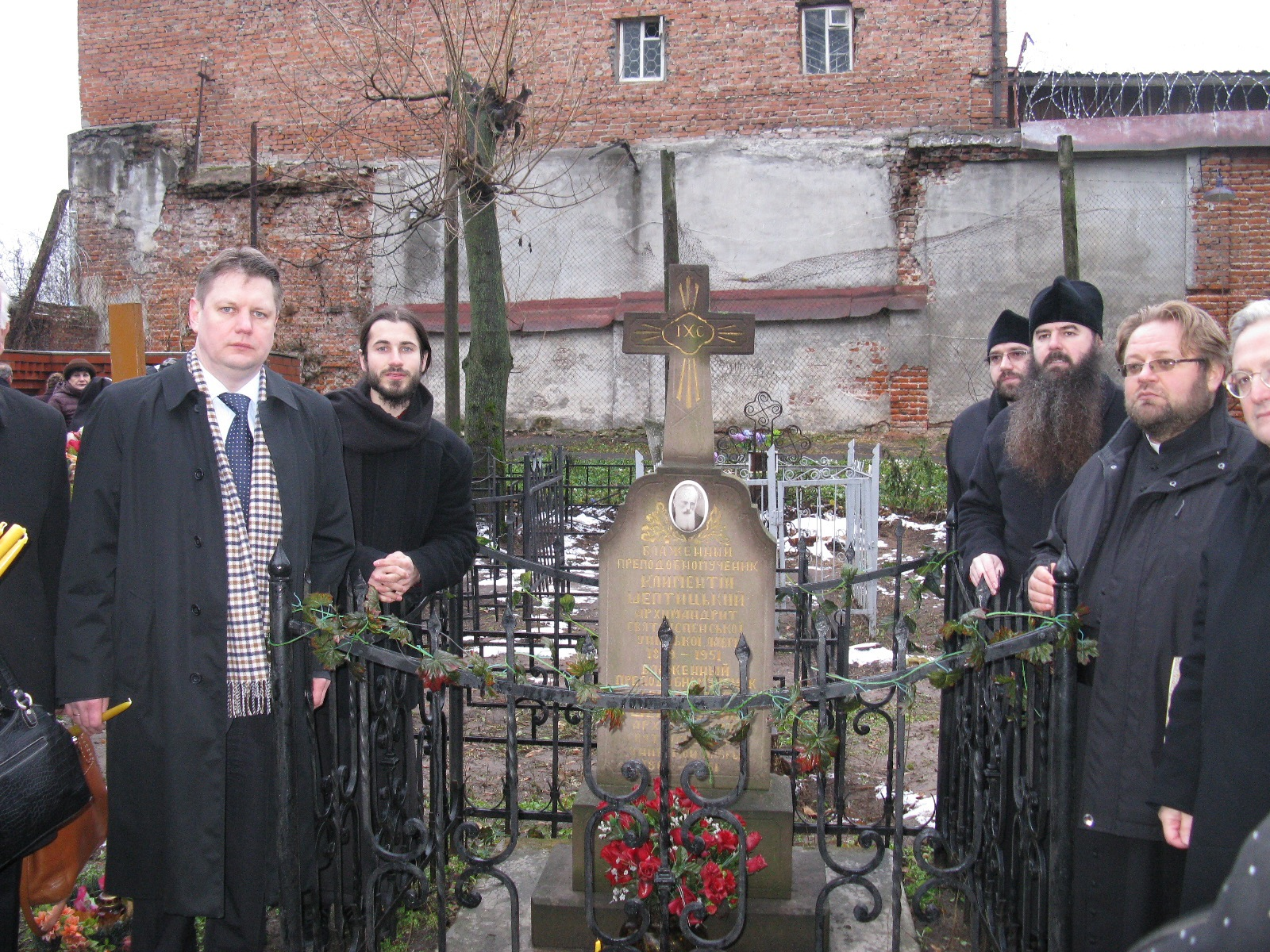
Символічна могила (кенотаф) на Князь-Владимирському цвинтарі у Владимирі
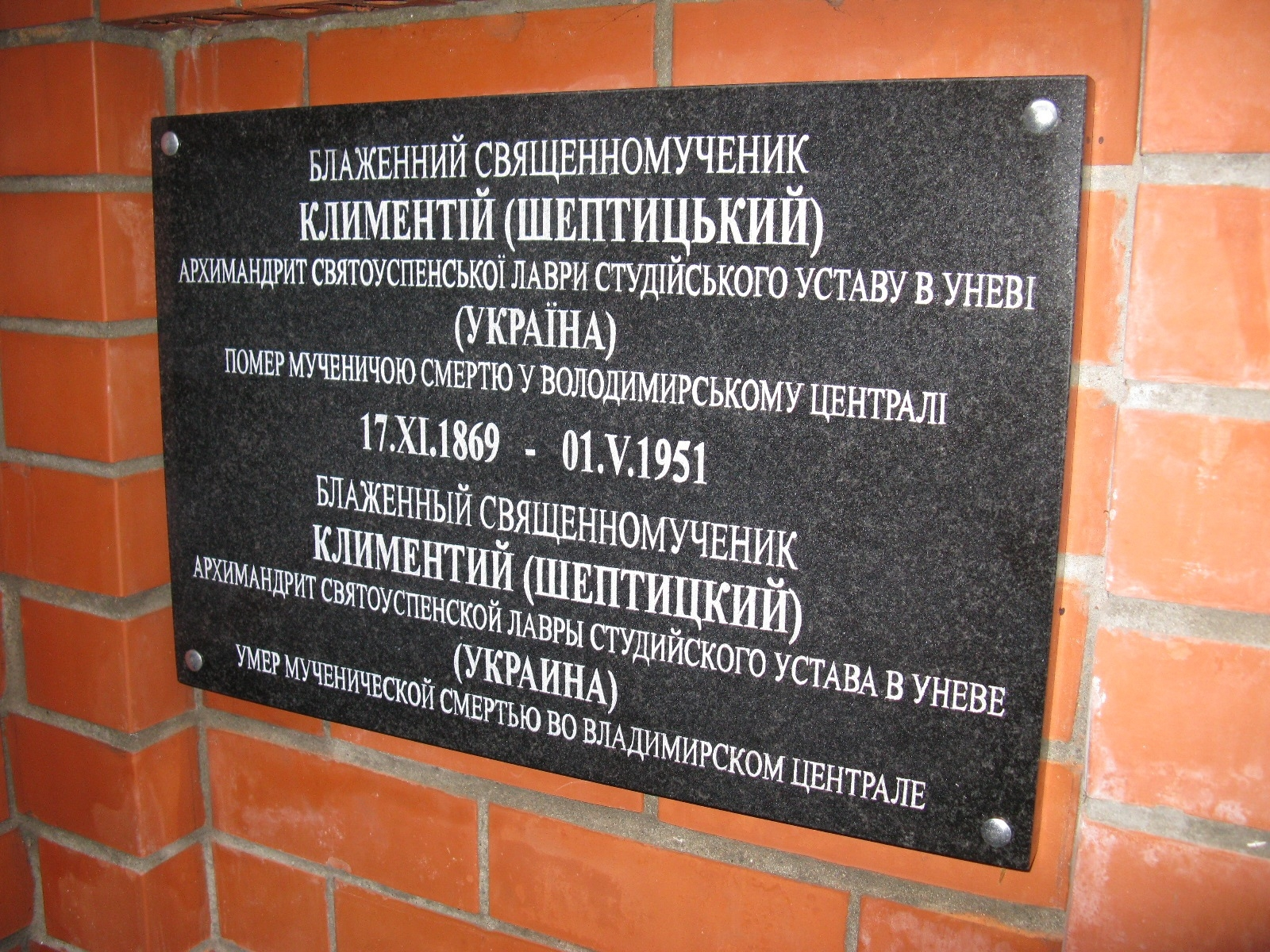
Меморіальна дошка на Князь-Владимирському цвинтарі у Владимирі
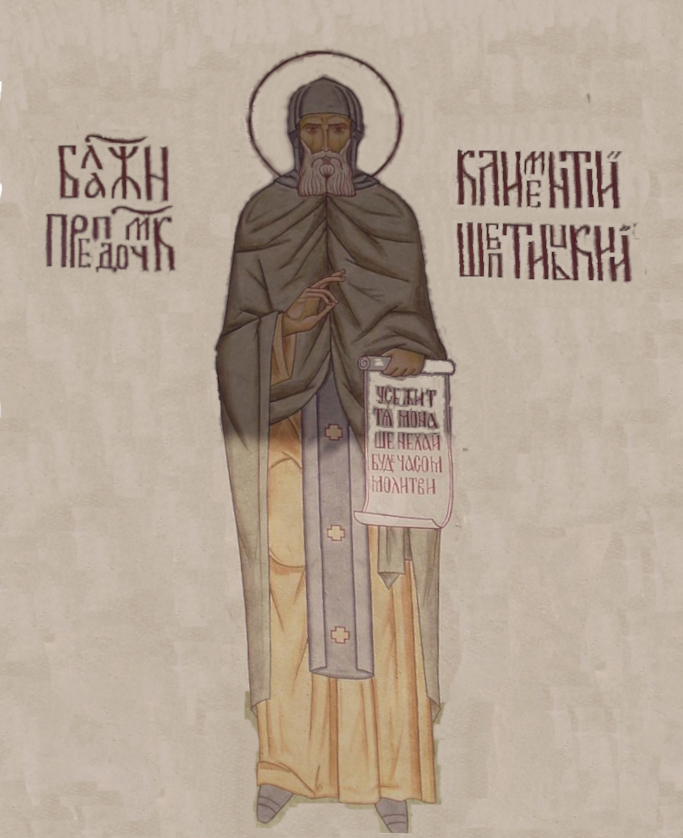
Фреска з настінного розпису Свято-Успенської Унівської Лаври